# Virago Press
Virago Press ist ein englischer Verlag, der sich besonders mit anspruchsvoller Literatur von Frauen und für Frauen befasst.
Virago Press wurde 1973 von Carmen Callil gegründet, die sich darüber wunderte, dass es Spezialverlage für alle möglichen Interessen und Minderheiten gab, aber keinen, der sich um „52 % der Weltbevölkerung“ kümmerte – nämlich die Frauen. Das Verlagsprogramm war von der „Women’s Lib“-Bewegung beeinflusst, jedoch nicht radikal feministisch ausgerichtet; damit sah sich der Verlag oft zwischen den Stühlen, bekam jedoch auch bald Auftrieb durch die starke Reaktion der Medien. Mit seinem spezifischen Programm wurde Virago in der Öffentlichkeit schnell zu einem Begriff. Virago feierte 2013 sein 40-jähres Bestehen.
Zu den verlegten Autorinnen gehören zeitgenössische Schriftstellerinnen wie Margaret Atwood, aber auch ältere englische Literatur wie Elizabeth von Arnim. Virago veröffentlicht eine Klassiker-Reihe mit Werken von Jane Austen, George Eliot, den Schwestern Brontë und anderen, sowie eine Reihe mit modernen Klassikern wie Marilyn French, Joyce Carol Oates, Eudora Welty und Edith Wharton.
1997 wurde Virago von Little, Brown übernommen und gehörte zum Konzern Time Warner Books U.K. Diese Dachgesellschaft wurde 2006 von Hachette Book Group aufgekauft, die wiederum vollständig im Besitz des größten Verlagshauses Frankreichs, Hachette Livre, ist. Hachette Livre ist ein Teil von Lagardère Media. Virago ist einer der 15 Imprints der Little, Brown Book Group UK. Callil verließ den Verlag 1995, bei dem sie zuletzt als Vorsitzende agiert hatte. 1992 wurde Lennie Goodings, die seit 1978 bei dem Verlag gearbeitet hatte, Verlagsdirektor. Ihre Verantwortung für die Tagesgeschäfte reduzierte sie 2017 und veröffentlichte im Februar 2020 eine Autobiographie, A Bite of the Apple: Behind the Scenes at Virago Press.
Seit 1978 veröffentlicht der Verlag die Reihe Virago Modern Classics und seit 2013 die Reihe Virago Modern Classics for Young Readers. Virago veröffentlicht circa 35 Titel pro Jahr und verzeichnete im Jahr 2020 755 Titel auf seiner Backlist.